# Fissidens crispifolius
Fissidens crispifolius är en bladmossart som beskrevs av Brotherus och Potier de la Varde 1929. Fissidens crispifolius ingår i släktet fickmossor, och familjen Fissidentaceae. Inga underarter finns listade i Catalogue of Life.